# Primo Victoria
Primo Victoria è il secondo album della band power metal svedese Sabaton. Pubblicato nel 2005, è il primo disco pubblicato con l'etichetta Black Lodge Records. Nel videogioco World of Tanks, un carro armato premium svedese porta il nome di questo album, come omaggio della Wargaming.net alla band, con tanto di livrea con bandiere svedesi, armi e strumenti musicali nelle griglie di carico.

## Tracce
1. Primo Victoria – 4:10
2. Reign of Terror – 3:51
3. Panzer Battalion – 5:09
4. Wolfpack – 5:55
5. Counterstrike – 3:48
6. Stalingrad – 5:18
7. Into the Fire – 3:25
8. Purple Heart – 5:07
9. Metal Machine – 4:22

Durata totale: 41:05

### Edizione Re-Armed
1. The March to War – 1:21
2. Shotgun – 3:14
3. Into the Fire (live del 2008 a Falun) – 4:08
4. Rise of Evil (live del 2008 a Falun) – 8:03
5. The Beast (cover dei Twisted Sister) – 3:11
6. Dead Soldier's Waltz – 1:21

Durata totale: 21:18

## Tematiche
- Primo Victoria parla dello sbarco statunitense ad Omaha Beach, il 6 giugno del 1944. Il punto di vista è statunitense.
- Reign of Terror parla della Guerra del Golfo. Il punto di vista è statunitense.
- Counterstrike narra della guerra dei sei giorni di Israele contro Siria, Giordania ed Egitto. Il punto di vista è israeliano.
- Stalingrad narra della battaglia di Stalingrado nell'inverno del 1942-1943. Il punto di vista è sovietico.
- Into the fire propone come tematica la guerra del Vietnam, in particolare le operazioni search and destroy. Il punto di vista è di un soldato immaginario statunitense.
- Panzer Battalion parla della seconda guerra del golfo. Il punto di vista è statunitense.
- Wolfpack parla dell'attacco portato dagli U-Boat tedeschi al convoglio alleato ONS-92 durante la Battaglia dell'Atlantico[1].
- Purple Heart riguarda i soldati decorati con la medaglia Purple Heart (Cuore viola) durante la guerra del Vietnam.
- Metal Machine è un tributo ai grandi gruppi musicali del genere metal. La canzone cita infatti i titoli di alcuni brani degli Iron Maiden, dei Manowar, dei Judas Priest, dei Rainbow, dei Dio, dei Metallica, degli W.A.S.P., degli Accept, degli Helloween, dei Pink Floyd e dei Black Sabbath.

## Formazione
- Joakim Brodén - voce, tastiera
- Rickard Sundén - chitarra
- Oskar Montelius - chitarra
- Pär Sundström - basso
- Daniel Mÿhr - tastiera
- Daniel Mullback - batteria

## Cover
Nel 2011 i Van Canto hanno inciso una cover di "Primo Victoria", contenuta nell'album Break the Silence, con la collaborazione di Joakim Brodén.